# Willemia fjellbergi
Willemia fjellbergi är en urinsektsart som beskrevs av Potapov in Babenko, Chernova, Potapov och Sophya K. Stebaeva 1994. Willemia fjellbergi ingår i släktet Willemia och familjen Hypogastruridae. Inga underarter finns listade i Catalogue of Life.